# Joyce (nome)
Joyce  è un nome proprio di persona inglese maschile e femminile.

## Varianti
- Femminili: Joisse[1]

### Varianti in altre lingue
- Bretone: Judoc[1], Jodoc[1][2]
- Celtico antico: Iodocus[1], Iudocus[1], Jodocus[1], Judocus[1], Judoc[1]
- Francese: Josse[1]
- Italiano: Giodoco

- Medio inglese: Josse[2][3], Jocey[2], Jodocus[2], Goce[3]
  - Femminili: Jodoca[2], Jocosa[1][2], Jocea[2], Juicea[2]
- Olandese: Jodocus[1], Judocus[1]
  - Ipocoristici: Joos[1], Joost[1]

## Origine e diffusione
Trae origine dal bretone Judoc che, composto da iud ("signore", da cui anche Judicaël) combinato con un suffisso diminutivo, oc, vuol dire "piccolo signore" o "giovane signore" (alcune fonti riportano solo "signore"), ed è quindi analogo per significato a Cirillo e Basilisco. Il nome passò nella forma latinizzata Iudocus, e giunse in Gran Bretagna nella forma Josse con la conquista normanna. Una sua forma femminile dell'epoca, Jocosa, suggerisce un'influenza del termine latino iocosus o jocosus ("giocoso").
Tra la fine del Medioevo e la fine del XIV secolo cadde in disuso come nome maschile, a stento sopravvivendo come femminile: proprio come tale venne ripreso, forse grazie alla somiglianza col termine medio inglese joise, "rallegrarsi": a popolarizzarlo alla fine del XIX secolo fu probabilmente anche il suo uso nel romanzo storico di Edna Lyall In the Golden Days. Ad oggi è molto raro un suo uso maschile.
Dal nome deriva anche il cognome, portato dal noto scrittore irlandese James Joyce.

## Onomastico
L'onomastico può essere festeggiato il 13 dicembre in memoria di san Jodocus, santo bretone del VII secolo, il cui nome viene italianizzato in "Giodoco".

## Persone

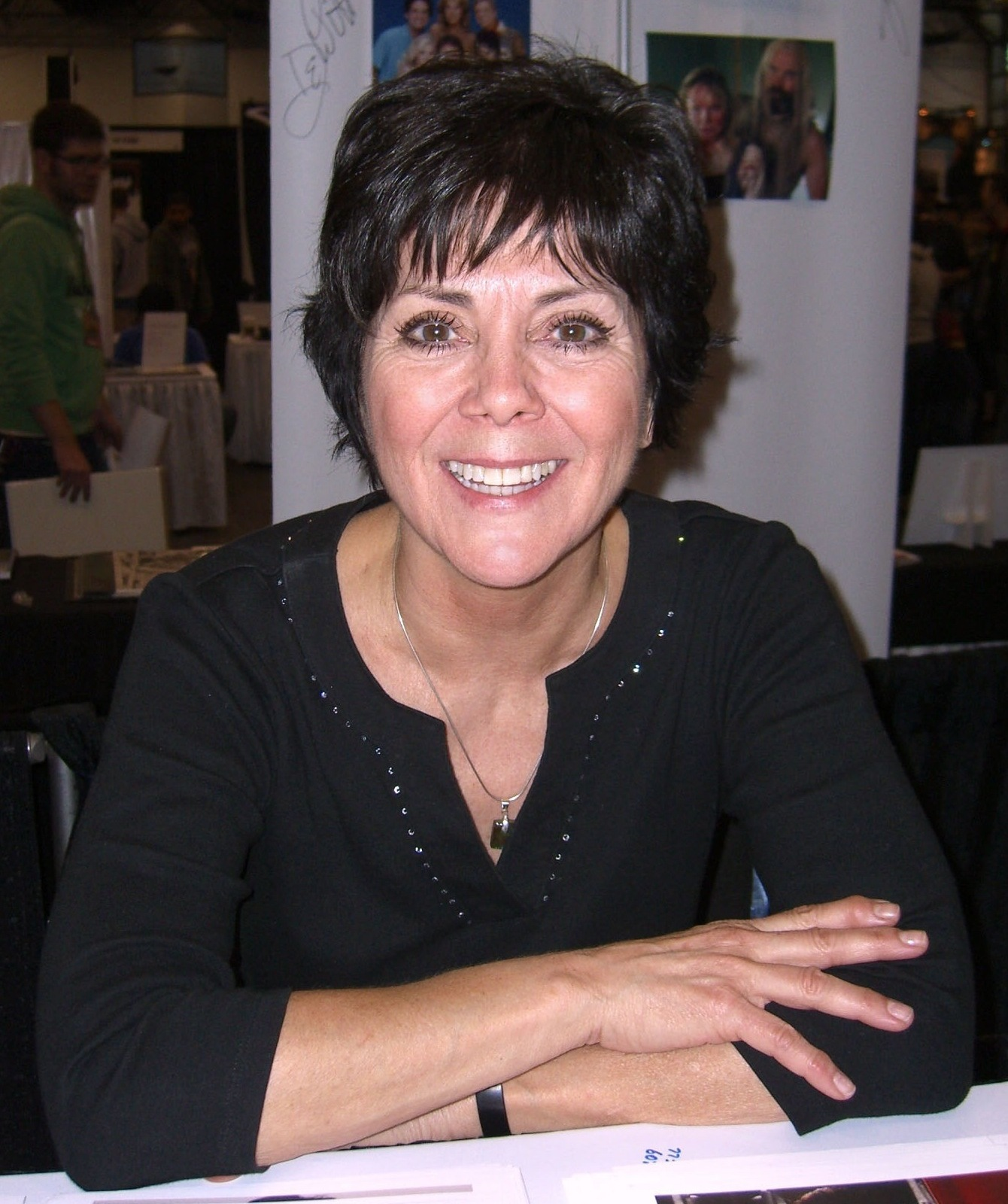
Joyce DeWitt

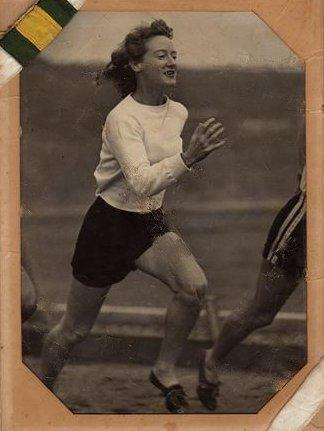
Joyce King

### Femminile
- Joyce Aluoch, giudice keniota
- Joyce Cheng, cantante, attrice, scrittrice e modella cinese
- Joyce Chepkirui, atleta keniota
- Joyce da Silva, pallavolista brasiliana
- Joyce DeWitt, attrice statunitense
- Joyce Didonato, mezzosoprano statunitense
- Joyce Douthwright, cestista canadese
- Joyce Fitch, tennista australiana
- Joyce Floridia, velista italiana
- Joyce Giraud, attrice e modella portoricana
- Joyce Jonathan, cantautrice francese
- Joyce King, atleta australiana
- Joyce Lussu scrittrice, traduttrice, partigiana e poetessa italiana
- Joyce Carol Oates, scrittrice statunitense
- Joyce Redman, attrice irlandese
- Joyce Zhao, cantante, attrice e conduttrice televisiva taiwanese

### Maschile

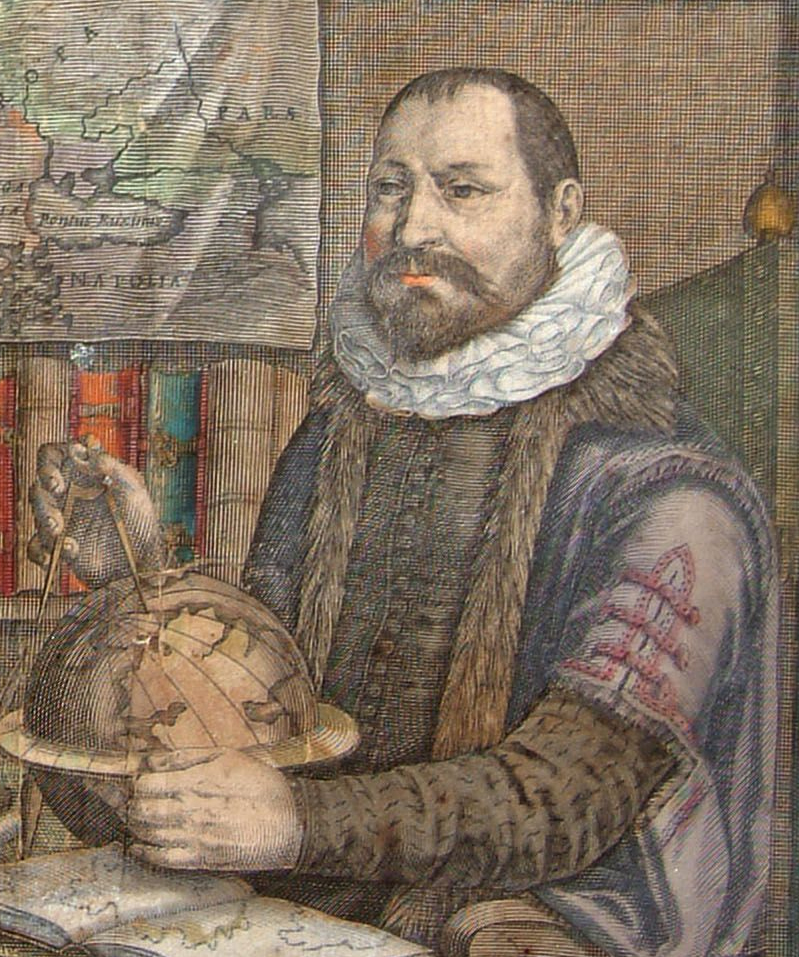
Jodocus Hondius

- Joyce Cary, scrittore irlandese

### Varianti maschili
- Jodocus Hondius, incisore, cartografo ed editore fiammingo
- Josse Lieferinxe, pittore francese
- Jodocus Sebastiaen van den Abeele, pittore belga

## Il nome nelle arti
- Joyce Blythe è la figlia di Anna e Gilbert Blythe nelle storie della serie Anna dai capelli rossi.
- Joyce Summers è un personaggio della serie televisiva Buffy l'ammazzavampiri.
- Alfred Jodocus Kwak è un personaggio della serie animata Niente paura, c'è Alfred!.

## Toponimi
- 5418 Joyce è un asteroide della fascia principale.